# 西光寺 (御所市)
西光寺（さいこうじ）は、奈良県御所市にある浄土真宗本願寺派の寺院。山号は嗛間山。本尊は阿弥陀如来。

## 歴史
「西本願寺寺院台帳」によると寛延元年（1748年）に建立され、当時は惣道場（看坊釈周道）と呼ばれていたが、創設僧・初代住職を浄元とし、享保15年（1730年）10月25日に西本願寺から寺号と本尊の阿弥陀如来が下付されたと記されている。

## 周辺
- 燕神社
- 神武天皇社
- 水平社博物館

## 交通
- 和歌山線・掖上駅